# Эндзелинс, Ян Марцевич
Я́нис Э́ндзелинс (Ян Марцевич Эндзелинс, иногда Иван Мартынович Эндзелин; латыш. Jānis Endzelīns; 1873 — 1961) — латышский лингвист, исследователь балтийских языков, специалист по сравнительному и историческому языкознанию. Доктор филологических наук, член-корреспондент АН СССР (1929), академик АН Латвийской ССР (1946).

## Биография
Родился 10 (22 февраля) 1873 года в имении Мичкена Каугурской волости. Его отец, Марцис Эндзелинс, выкупил у помещика дом в наследственное владение. Во втором браке Марциса, с Кристине Грасмене (1842—1917), родилось трое сыновей: Янис, Херманис и Аугустс.
Янис учился Каугурской волостной школе. В 1884 году окончил Валмиерскую окружную школу. В 1892 году окончил Рижскую классическую гимназию. Здесь он овладел греческим и латинским языками, даже сочинял на них стихи; самостоятельно изучал литовский язык.
В 1893 году поступил в Дерптский университет на отделение классической филологии. Он хотел изучать латышский язык, но ни в одном университете не было возможности изучать балтийские языки. Так как славянские языки являются ближайшими родственными языками, то после окончания классического отделения в 1897 году Эндзелинс продолжал обучение на отделении славянской филологии, которое окончил в 1900 году. В это время Эндзелинс также становится членом старейшей Латышской студенческой корпорации Lettonia, а несколько позже членом Латышского литературного общества.
В 1903 — 1908 годах Янис Эндзелинс преподавал сравнительное языкознание в Дерптском университете. В 1905 году защитил магистерскую диссертацию о предлогах латышского языка. Через год вышла вторая часть этой работы, где рассмотрены приставки. В 1907 году вместе с Карлом Миленбахом написал «Латышскую грамматику», которая была первой истинно научной грамматикой латышского языка. В 1909 — 1920 годах. Эндзелинс работал в Харьковском Императорском университете/Свободной Академии теоретических знаний, где он читал введение в языкознание, сравнительную грамматику индоевропейских языков, сравнительную грамматику германских языков, проводил занятия по прусскому, литовскому, древнеармянскому, древнеисландскому, древнеирландскому, готскому и др. языкам. В это время публиковал много сочинений, летом ездил в Латвию собирать материалы о говорах. В 1912 году он защитил докторскую диссертацию об отношения балтийских и славянских языков. В Харькове Эндзелинс написал Lettische Grammatik («Латышская грамматика»), которая была опубликована в 1922 году в Латвии. В этом исследовании было показано тогдашнее состояние развития латышского языка, а также история звуков, форм и конструкций латышского языка, связи с другими языками.
В 1920 году Янис Эндзелинс вернулся в Латвию и начал работать в Латвийской высшей школе. Он помогал образовать отделение балтийской филологии и читал введение в балтийскую филологию, научную грамматику латышского языка, научный курс латышского языка, сравнительную грамматику балтийских языков. Работал в Терминологической комиссии, которой в короткое время надо было создать термины в разных отраслях. По его побуждению в 1920 г. основано Филологическое общество, в 1935 году — Хранилище латышского языка. В 1922 году для потребностей учёных на немецком языке вышла «Латышская книга для чтения», где были рассмотрены говоры латышского языка вместе с примерами текстов. В том же году издана работа «Топонимы Латвии» (латыш. "Latvijas vietu vārdi"), первая часть, в которой собраны топонимы Видземе. Эта работа написана вместе с другим авторами. В 1926 году вышла вторая часть, где собраны топонимы Курземе, Земгале и Латгалии. Янис Эндзелинс взялся закончить «Словарь латышского языка» (латыш. "Latviešu valodas vārdnīca") Карла Миленбаха, в котором он написал указания о происхождении слов и связях с родственными языками. В 1938 году издана работа Я. Энзелина «Звуки и формы латышского языка» (латыш. "Latviešu valodas skaņas un formas"). В 1943 году опубликована работа «Древнепрусский язык» (латыш. "Senprūšu valoda").
Один из подписантов Меморандума Центрального Совета Латвии от 17 марта 1944 года.
В 1944 — 1950 годах, когда в Латвии установилась советская власть, Эндзелинс руководил Кафедрой латышского языка в ЛГУ.
С организацией АН Латвийской ССР в 1946 году был избран действительным членом Академии (первый состав). С 1946 года был руководителем Отделения языка Института языка и литературы Академии наук Латвийской ССР, в 1953 — 1961 годах — руководитель Сектора словарей. В 1945 году было издано его «Введение в балтийскую филологию» (латыш. "Ievads baltu filoloģijā"), в 1948 году — «Звуки и формы балтийских языков» (латыш. "Baltu valodu skaņas un ormas"),  В 1956 году издана первая часть словаря топонимов «Топонимы Латвийской ССР» (латыш. "Latvijas PSR vietvārdi") (вторая часть вышла в 1962 году).
В советское время он много занимался разработкой терминологии.
Янис Эндзелинс был женат на Марте Гримме и воспитывал сына Луцийса и дочерей Мелиту и Ливию.
Умер 1 июля 1961 года в Наке, Кокнесе. Он похоронен в Риге на Кладбище Райниса.
7 декабря 1967 года основана Премия Яниса Эндзелинса (латыш. Jāņa Endzelīna prēmija). В наши дни эту традицию продолжает Награда им. Яниса Эндзелинса (латыш. Jāņa Endzelīna balva) Академии наук Латвии.

## Награды и почётные звания
- член-корреспондент АН СССР (1929)
- член-корреспондент Хельсинкского финно-угорского общества
- член-корреспондент Кёнигсбергского научного общества
- член-корреспондент Гёттингенского научного общества
- иностранный член Шведской королевской академии наук
- иностранный член Нидерландской королевской академии наук
- иностранный член Академии наук Чехии
- иностранный член Пражского научного общества
- Почётный доктор Уппсальского университета
- Почётный доктор Университета Витаутаса Великого
- Почётный член Американского общества лингвистов
- Почётный член Эстонского научного общества
- Почётный член Литовского научного общества
- Заслуженный научный работник Латвийской ССР (1945)
- Академик АН Латвийской ССР (1946)
- орден Ленина (5.4.1954)
- Ленинская премия (1958) — за «Грамматику латышского языка» (латыш. "Latviešu valodas gramatika"; перевод издания 1922 года с дополнениями
- Государственная премия Латвийской ССР (1957)